# Tanneguy Le Gallois de Beaujeu
Pour les articles homonymes, voir Beaujeu.
Tanneguy Le Gallois, sieur de Beaujeu, né le 2 juin 1639 à Paris et mort le 8 octobre 1711 au Havre, était le fils cadet de Robert Le Gallois, valet de chambre de la reine mère Marie de Médicis et lieutenant de robe courte de la prévôté de l'hôtel, et Marie de Saint-Aubin, fille d'un riche chapelier parisien. Élevé à Caen, nommé capitaine des vaisseaux du roi en 1671, il fut fait prisonnier en décembre 1681 par des corsaires barbaresques. Il resta détenu à Alger pendant deux années et fut libéré en juin 1683, à la suite du bombardement de la ville par les galiotes d'Abraham Duquesne. Cet épisode est évoqué dans la Correspondance de Guilleragues.
Il commandait le Joly, frégate de la marine royale, l'un des bâtiments de l'expédition de René Robert Cavelier de La Salle lors en Louisiane et au Texas en 1684. Pendant cette expédition, il se découvre vite un opposant à La Salle qui ne fit pas appel à son expérience de marin et qu'il considéra comme un « frappé » et un « visionnaire ». Il quitta d'ailleurs La Salle durant l'année 1685 en retournant en France avec le Joly lorsque l'expédition connut des difficultés. Le Joly fut le seul navire rescapé de cette expédition. 
Le 1er juin 1692, au cours de la bataille de La Hougue, le navire qu'il commande, L'Admirable, s'échoue sur les mielles de Cherbourg. L'épisode est conté par Robert Challe dans ses Mémoires.
Le 24 août 1704, à la bataille de Velez-Malaga, il commande le Saint-Louis.
Frère du bibliographe François Le Gallois (prénommé erronément Pierre par tous les bibliographes et historiens), il était l'oncle de Jean-Léonor Le Gallois de Grimarest, auteur de la première biographie de Molière.

## Sources
- (fr) Jacques Lacoursière, Histoire populaire du Québec, Tome 1, des origines à 1791, Québec, Septentrion, 1995, 480 p. (ISBN 978-2-89448-050-2, lire en ligne)
- Charles La Roncière, Histoire de la Marine française : La Guerre de Trente Ans, Colbert, t. 5, Paris, Plon, 1920, 822 p. (lire en ligne)
- Charles La Roncière, Histoire de la Marine française : Le crépuscule du Grand règne, l’apogée de la Guerre de Course, t. 6, Paris, Plon, 1932, 674 p. (lire en ligne)
- Emmanuel de Cathelineau, « Taneguy Le Gallois de Beaujeu », Nova Francia, vol. VI, n° 2, Paris, mars-avril 1931, p. 65-88.
- Bibliothèque nationale de France, Dossiers bleus, vol. 76, dossier Beaujeu, ff. 12-13.